# American Beauty: Original Motion Picture Score
American Beauty: Original Motion Picture Score é a trilha sonora original composta por Thomas Newman para o filme de 1999 American Beauty. O álbum contendo a trilha de Newman foi lançado em 11 de janeiro de 2000, três meses após a estreia do filme nos cinemas. Um álbum contendo as canções que aparecem no filme, chamado American Beauty: Music from the Original Motion Picture Soundtrack, e que possuia as faixas "Dead Already" e "Any Other Name", também já havia sido lançado anteriormente em 5 de outubro de 1999.
Para a trilha do filme, Newman usou principalmente instrumentos de percussão para criar o ânimo e ritmo, com a inspiração vinda do diretor Sam Mendes. O compositor "favoreceu pulso, ritmo e cor sobre a melodia", criando uma trilha minimalista, diferente de suas anteriores. Ele construiu cada faixa de forma "pequena, repetindo frases sem fim" – frequentemente, a única variação era através do "afinamento da textura para oito compassos". Os instrumentos de percussão incluiam tablas, bongôs, pratos, piano, xilofones e marimbas; outros instrumentos incluiam violões, flautas e instrumentos da música do mundo. Newman também usou música eletrônica, e em faixas "rápidas" ele usou métodos não ortodoxos, como bater em tigelas de metal com os dedos e usar um bandolim desafinado. O compositor achou que a trilha ajudou o filme a prosseguir sem perturbar a "moral ambígua" do roteiro: "Era um ato de equilíbrio bem delicado em termos do tipo de música para preservar [isso]".
A trilha foi muito bem recebida, vencendo o Grammy Award de Melhor Álbum de Trilha Sonora Orquestral. A revista Filmmaker considerou a trilha como um dos melhores trabalhos de Newman, dizendo que "[permitia] as aspirações transcendentes do filme". Em 2006, a revista escolheu a trilha como uma das vinte essências do gênero, acreditando que ela falava às "complexas e inovativas relações entre música e história visual". Além disso, também foi indicada ao Oscar de Melhor Trilha Sonora Original e ao Golden Globe Award de Melhor Trilha Original.

## Faixas
Todas as faixas foram compostas por Thomas Newman.
| N.º            | Título                     | Duração |  |
| 1.             | "Dead Already"             | 3:17    |  |
| 2.             | "Arose"                    | 1:05    |  |
| 3.             | "Power of Denial"          | 1:43    |  |
| 4.             | "Lunch with the King"      | 2:26    |  |
| 5.             | "Mental Boy"               | 1:43    |  |
| 6.             | "Mr. Smarty Man"           | 1:10    |  |
| 7.             | "Root Beer"                | 1:07    |  |
| 8.             | "American Beauty"          | 3:06    |  |
| 9.             | "Bloodless Freak"          | 1:28    |  |
| 10.            | "Choking the Bishop"       | 1:53    |  |
| 11.            | "Weirdest Home Videos"     | 2:03    |  |
| 12.            | "Structure and Discipline" | 3:06    |  |
| 13.            | "Spartanette"              | 0:59    |  |
| 14.            | "Angela Undress"           | 1:43    |  |
| 15.            | "Marine"                   | 1:34    |  |
| 16.            | "Walk Home"                | 1:19    |  |
| 17.            | "Blood Red"                | 0:37    |  |
| 18.            | "Any Other Name"           | 4:09    |  |
| 19.            | "Still Dead"               | 2:46    |  |
| Duração total: | Duração total:             | 37:24   |  |